# Flottjärnen (Svartnäs socken, Dalarna)
Flottjärnen är en sjö i Falu kommun i Dalarna och ingår i Gavleåns huvudavrinningsområde.